# Buthróton

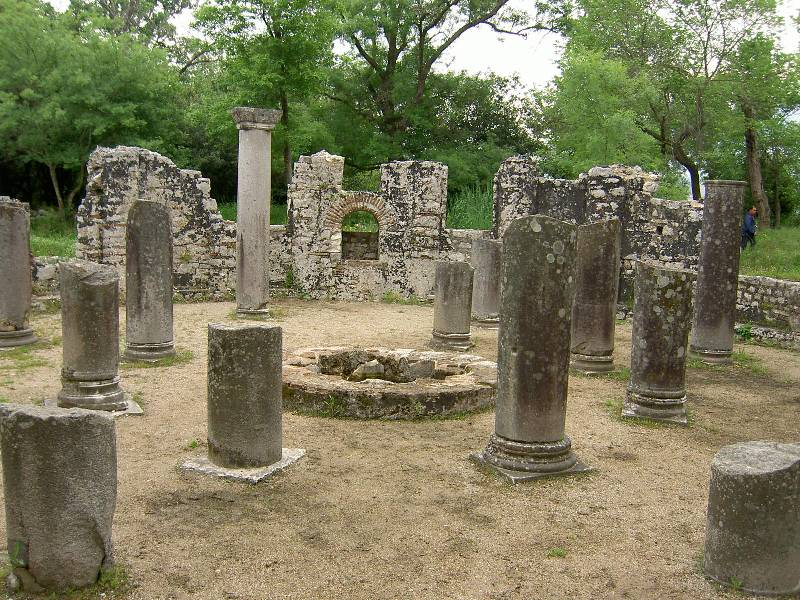
Az ókeresztény keresztelőkápolna

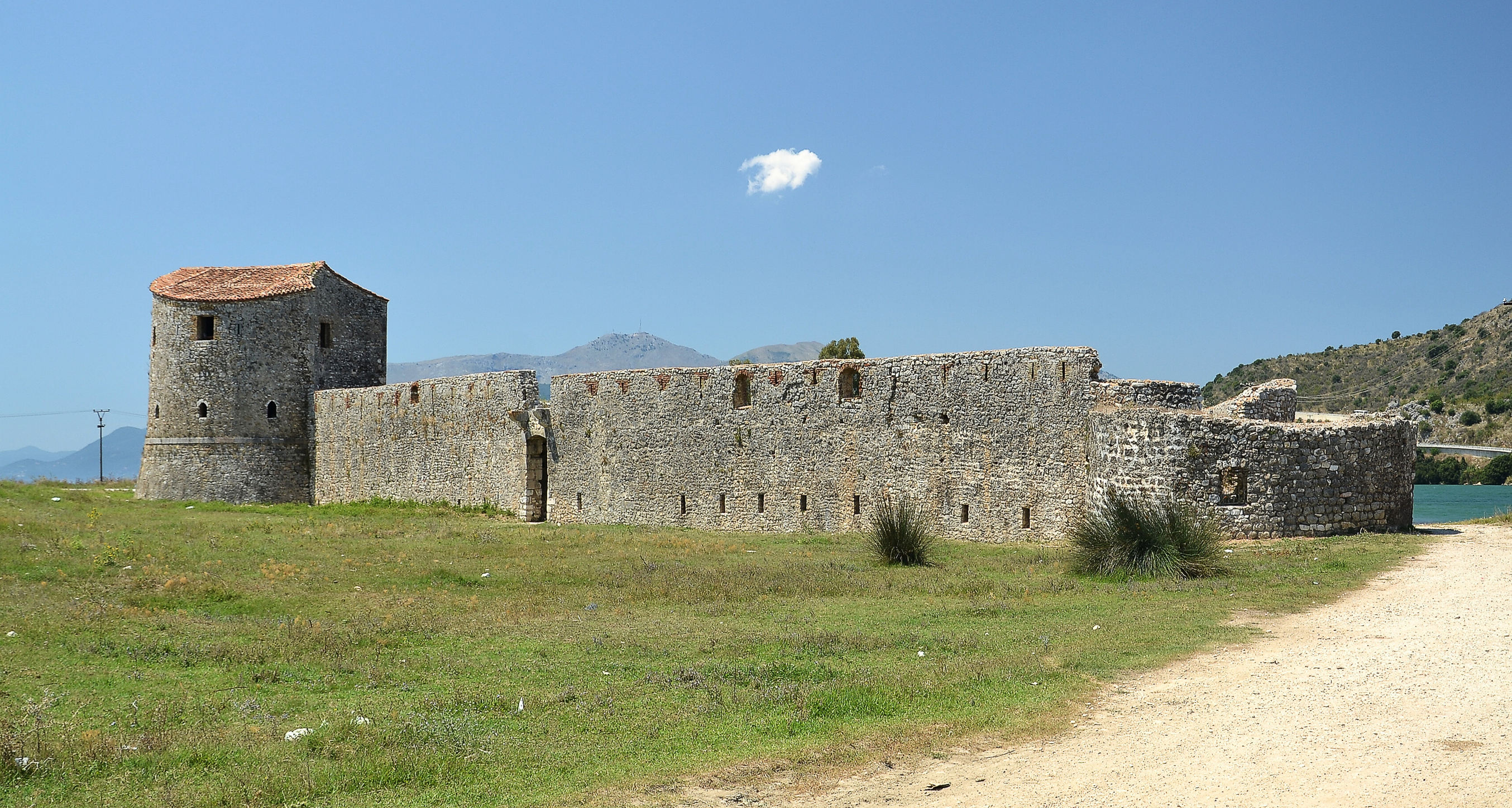
Ali Tepeleni pasa vára a csatorna túlpartján

Buthróton (ógörög Βουθρωτόν; latin Buthrotum; albán Butrint/Butrinti) ókori város Épeiroszban, majd a római uralom alatt Epirus provinciában. Ma romváros Albánia déli szegletében, Saranda városa és a görög határ közelében. A Jón-tengert a Butrinti-tóval összekötő Vivari-csatorna partján, Korfu szigetével szemben található. Albánia egyik legjelentősebb történelmi épületegyüttese, a UNESCO világörökségi helyszíne 1992 óta.

## Története
Vergilius elbeszélése szerint a település legendabeli alapítója Priamosz király fia, a trójai Helenosz volt, aki Andromakhét nőül véve nyugatra menekült Trója eleste után. A történetíró Halikarnasszoszi Dionüsziosz szerint az új hazát kereső Aeneas is megfordult Buthrótonban. Egy harmadik legenda szerint Aeneas Kerkürába tartva megpihent itt, és Trójából való megmeneküléséért hálaáldozatot kívánt felmutatni az isteneknek. A megsebesített bika azonban kitört az emberek gyűrűjéből, s a közeli csatornát átúszva holtan rogyott össze a túlparton. Aeneas ezt isteni jelnek vélte, és megalapította Buthróton városát.
Régészeti ásatások alapján a Kr. e. 10–8. században telepedtek meg az első emberek a mai Butrint helyén. Írásos források alapján e városalapítók a kerkürai görög kolónia és az északi illír törzsek közelségében élő epiróta chaonok lehettek. A Kr. e. 6–4. században a település lakói vélhetően a kerkürai kolóniát látták el mezőgazdasági terményekkel, de stratégiai jelentőségénél fogva – alkalmas volt a Kerkürai-szoros ellenőrzésére – erődítéssel is rendelkezett. A Kr. e. 4. századig jelentősége egyre növekedett, színháza, Aszklépiosz-szentélye és agórája is volt, s I. Sándor (Kr. e. 350–331) alatt az epiróta törzsszövetség fővárosa lett.
Kr. e. 228-ban a város Buthrotum néven római protektorátus alá került, s Kr. e. 167-ben a rómaiak megerősítették katonai jelenlétüket a városban. Kr. e. 44-ben Julius Caesar Buthrotumot jelölte ki a Pompeius elleni polgárháborúban az oldalán harcoló katonák letelepedési helyéül. A tervet azonban Cicero megtámadta a szenátus előtt, s ezzel megakadályozta végrehajtását. Kr. e. 31-ben azonban Augustus császár – a Marcus Antonius és Kleopátra elleni győzedelmes actiumi csata után – kolóniát alapított veteránjai számára a városban. Buthrotum ennek köszönhetően megnövekedett, aqueductusszal, római fürdőkkel, fórummal és nymphaeummal (közkúttal) bővült. A korabeli város 16 hektárnyi területet foglalt el. A 3. században földrengés pusztította el nagy részét, s noha már előtte is veszített kulturális és társadalmi jelentőségéből, a földrengést követően csupán mint kézművesközpont és Epirus Vetus hadi kikötője élt tovább. Az 5. században ismét felvirágzott: 451-től püspöki székhely lett, ekkor épült a hatalmas keresztelőkápolna, a maga nemében az egyik legnagyobb az őskeresztény korból, valamint a bazilika. I. Justinianus császár ugyan megerősítette a város falait, de 550-ben a Totila király vezette osztrogótok feldúlták Buthrotumot.
A Római Birodalom összeomlását követően szláv és bolgár törzsek kerítették hatalmukba a várost. A 9. században a Bizánci Birodalom része lett, és a normannok elleni hadviselés egyik védváraként szolgált, akik 1084-ben feldúlták és kifosztották. 1204-ben az Epiruszi Despotátus birtoka lett, majd az elkövetkező évszázadokban többször is gazdát cserélt: hol a bizánciak, hol a szicíliai Anjouk, hol pedig a velenceiek tették a kezüket az olaszul Butrinto néven ismert településre. 1267-ben Anjou Károly lett az ura, aki megerősíttette a falakat, és felújíttatta a bazilikát. A Velencei Köztársaság 1386-ban hódította el az Anjouktól Butrintót, jóllehet csupán abból a célból, hogy a corfùi kereskedelmi hajóutak védelmét innen tudják biztosítani. 1490-ben egy őrtornyot és egy erődöt építtettek a part menti magaslatra. 1797-ben a Campo Formió-i béke értelmében a velenceiek átengedték a várost a franciáknak. Janina ura, Ali Tepeleni pasa pedig 1799-es hódításával hosszú időre (Albánia 1912-es függetlenségéig) az Oszmán Birodalomhoz csatolta a várost, s a Vivari-csatorna túlpartján egy kis erődöt emeltetett.
A demokratikus fordulat után, 1992-ben Butrintót felvették a UNESCO világörökségi listájára. Miután az albán kormány repülőteret tervezett a közelbe, az UNESCO a műemlékvédelemben mutatkozó hiányosságokra hivatkozva veszélyben lévő helyszínné nyilvánította a romvárost. Az albán kormány a 2000-ben megalakult Butrinti Nemzeti Park védelme alá helyezte a történelmi épületegyüttest is, és végül 2005-ben az UNESCO visszavonta Butrint veszélyeztetett minősítését. 2006-ban a római katolikus egyház – az őskeresztény időkre való emlékezésül – George Anthony Frendót, a Tirana-Durrësi római katolikus főegyházmegye segédpüspökét címzetes butrinti püspökké nevezte ki. Évről évre Butrint szolgál helyszínül a Utica College és a Tiranai Egyetem szervezésében megtartott Albán–Amerikai Antropológiai Nyári Egyetemnek, valamint a Butrinti Színházi Fesztiválnak. Butrint ezek mellett is sok turistát vonz, főként a közeli Görögországból, Korfu szigetéről (2005-ben a romvárost meglátogató turisták száma 55 ezer volt).

## Régészeti feltárások
Az első tudományos igényű régészeti feltárást 1928-ban olasz archeológusok kezdték meg a terepen, Luigi Ugolini vezetésével. Ugolini 1936-os halála után is folytatódott az ásatás, egészen 1943-ig. Ez idő alatt feltárták a hellenisztikus és a római kori város több jelentős épületét, köztük az Oroszlán- és a Szkaiai-kaput. A második világháború után az albán Hasan Ceka vezette az ásatást, amelyet 1959-ben Hruscsov személyesen is meglátogatott (ekkor és ezért építették abban az évben a közeli Saranda városát Butrinttal összekötő műutat).

## Látnivalók
Butrint épületei az elmúlt kétezer év történetének valamennyi korszakát megidézik. Az epiróta és görög időkről tanúskodik a Kr. e. 4. századi Aszklépiosz-szentély, a széles promenád az Oroszlán- és a Szkaiai-kapuval, valamint a száz évvel fiatalabb színház. A római uralom korából fennmaradt egy 1–2. századi mozaikpadlós fürdő fűtőteremmel, valamint egy gymnasium (testgyakorló hely) ugyanabból a századból. Az ókeresztény kor tanúi a már említett bazilika és a mozaikpadlós keresztelőkápolna, valamint egy helyi nemesember 5. századi lakóháza, a Trikonk-palota. A Velencei Köztársaság idejéből a 18. századi őrtorony, és a magaslat tetején lévő kastély. A Vivari-csatorna másik partján áll Ali Tepeleni pasa kis vára, de sajnos nem látogatható.